# Dittatura dei colonnelli
La Dittatura dei Colonnelli (Tο καθεστώς των Συνταγματαρχών, To kathestós ton Syntagmatarchón), nota anche come la Giunta (η Χούντα, i Choúnta), è il nome che viene usato per indicare il regime militare di ispirazione fascista che venne instaurato in Grecia a seguito di un colpo di Stato, ordito il 21 aprile 1967, e che venne abolito il 24 luglio 1974, quando l'autoritarismo militare fu abolito e la democrazia venne ripristinata. In questo periodo in Grecia ci furono numerosi episodi di repressione nei confronti degli oppositori, in particolare degli esponenti dei movimenti di matrice di sinistra ed in particolare comunista.
Alla fine del 1967 re Costantino II, che ad aprile venne informato degli eventi a fatti compiuti, aveva cercato di organizzare un contro-golpe ma, scoperto dai colonnelli, fallì e fu costretto ad abbandonare il proprio regno e andò in esilio a Roma, poi in Danimarca ed infine a Londra, dove trascorse la maggior parte dell'esilio. Nel 1973 inoltre la Giunta abolì ufficialmente la monarchia e detronizzò Costantino, dopo aver scoperto un golpe di un gruppo di ufficiali della Marina ellenica, probabilmente filomonarchici.

## Storia

### Golpe del 1967

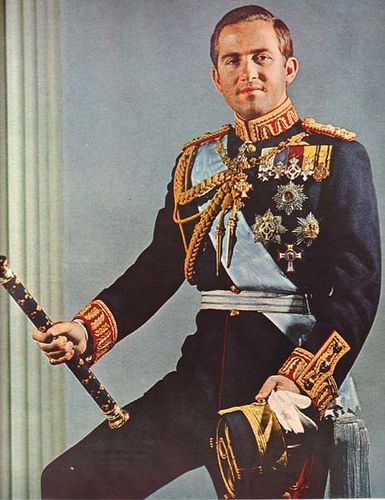
Il sovrano Costantino II di Grecia.

Alle prime ore del 21 aprile 1967, su ordine di un gruppo di colonnelli, alti ufficiali dell'Esercito greco, alcuni carri armati e autoblindo carichi di soldati greci iniziarono ad occupare le strade di Atene; in poco tempo i militari fecero irruzione nella sede centrale dello Stato maggiore dell'Esercito, comunicando poi il Colpo di Stato. Il sovrano Costantino II, che era succeduto al padre, re Paolo di Grecia, nel 1964, fu informato del golpe a fatti avvenuti e così non poté altro che prendere atto degli eventi e proclamare un nuovo governo, sotto la guida di Costantino Kollias, unico non militare della giunta che prese il potere ed autorevole esponente della magistratura filo-monarchica. Dalle 6:25 vennero messi in onda dal canale radiofonico dell’esercito secchi comunicati: "Qui stazione radio delle forze armate greche. A causa della drammatica situazione che si è creata, da mezzanotte l’esercito ha assunto il governo del paese. Seguirà un comunicato del comandante dell’esercito". Poco tempo dopo un altro comunicato informava i greci che: "Secondo l’articolo 91 della Costituzione e dopo suggerimento del governo sospendiamo gli articoli 6, 8, 10, 12, 14, 18, 20, 95 e 98 della Costituzione a causa della minaccia alla sicurezza dei cittadini e della nazione che proviene dall’estero. Firmato Costantino, re degli Elleni. Il presidente ed i membri del Consiglio dei ministri" . I maggiori responsabili ed organizzatori del Colpo di stato furono i colonnelli dell'Esercito Geōrgios Papadopoulos, Nikolaos Makarezos e Stylianos Pattakos. Ad avere un ruolo di rilevanza nel golpe fu anche Ioannis Ladas che era il Capo della polizia di stanza nella capitale greca dove arrestò numerosi politici e militari che erano probabilmente a sfavore del golpe. Probabilmente già nel 1966, una giunta militare di ufficiali d'alto grado stava preparando un colpo di stato d'attuare solamente dopo il verificarsi di due possibili situazioni: un'importante sollevazione comunista in Grecia e l'assenso di re Costantino II .

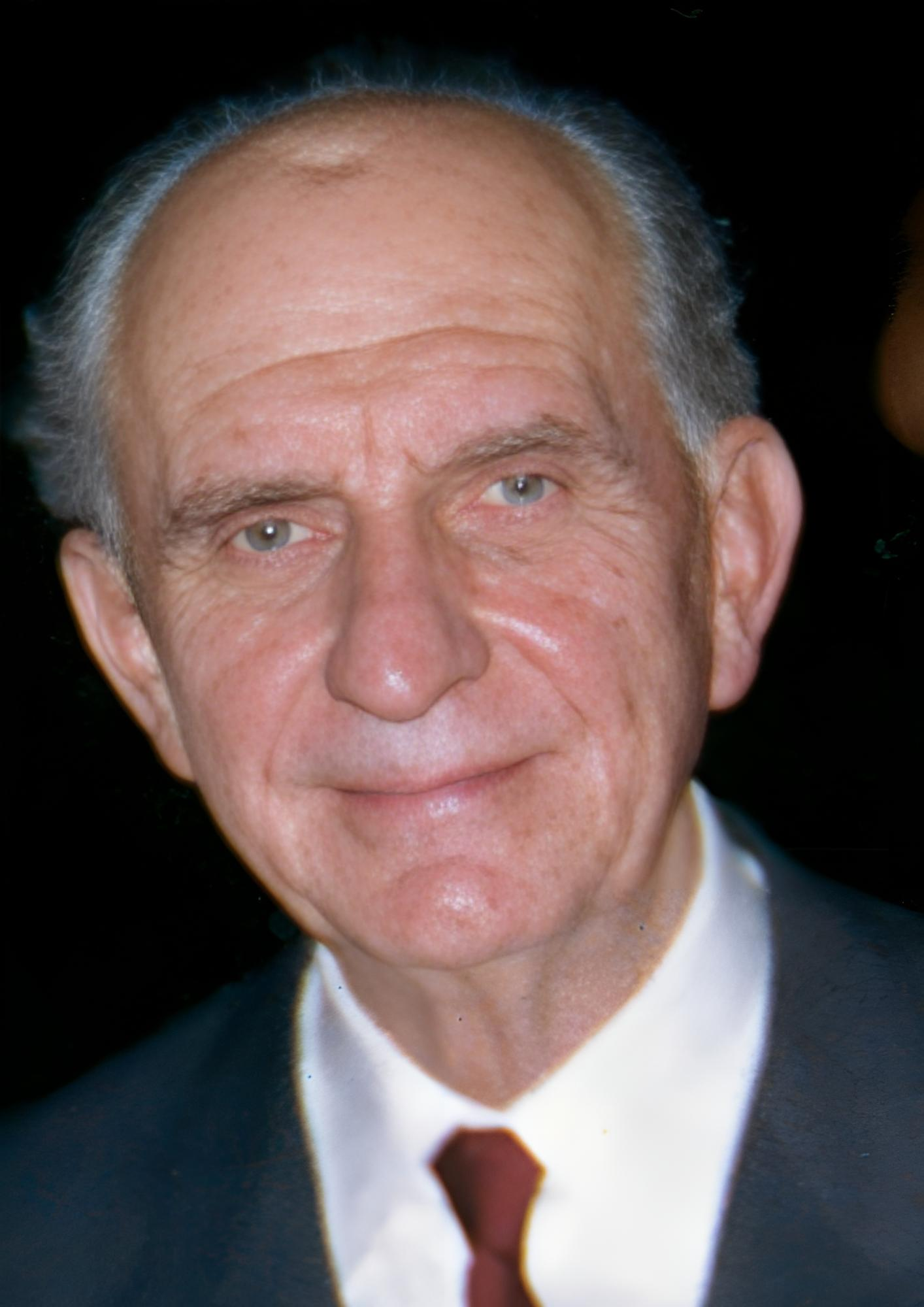
Il Premier Geōrgios Papandreou.

Il Colpo di stato del 1967 fu probabilmente il culmine di una grave situazione instabile che la Grecia soffriva quasi dalla sua stessa indipendenza, avvenuta nel 1821 quando i greci si ribellarono all'Impero ottomano e poi ufficializzata col Trattato di Costantinopoli, siglato nel 1832: dopo la Seconda guerra mondiale, in Grecia scoppiò una guerra civile che portò il paese ad avvicinarsi sempre di più agli Stati Uniti, che intervennero finanziando gli sforzi anti-comunisti contro i quali la parte conservatrice e monarchica combatté nel conflitto civile tra il 1946 ed il 1949. Una volta finita la guerra civile, la Grecia entrò a far parte della NATO nel 1952. In politica estera, fu in questo periodo che nacque la questione di Cipro, isola sotto il dominio britannico la cui popolazione era favorevole ad unirsi con Atene, mentre la Turchia ed ovviamente la Gran Bretagna erano contrarie. La Grecia accetterà poi nel 1960 l'indipendenza di Cipro, la cui nuova costituzione garantiva entrambe le comunità presenti sull'isola, ovvero quella maggioritaria, quella greca, e quella minoritaria, quella turca. Tra la metà e la fine degli anni 1950, la situazione sembrò stabilizzarsi ma poi all'inizio degli anni 1960 il tutto ritornò a scricchiolare e fu probabilmente in questo periodo che furono poste le basi del successivo colpo di stato militare. Con l'ascesa di Costantino II il 6 marzo 1964, ci fu uno scontro tra il nuovo sovrano ed il nuovo capo del governo, all'esecutivo dal 19 febbraio, Georgios Papandreou, leader dell’Unione di Centro; il tema principale dello scontro tra il re ed il Primo ministro riguardava le nomine dei vertici militari, un aspetto molto caro alla dinastia reale. Proprio su queste nomine, lo scontro si allargò anche al Ministro della Difesa, Petros Garoufalias, e terminò con la caduta del governo Papandreou nel luglio 1965. Dopo ciò, la classe politica cercò di formare una nuova maggioranza ma il tutto fallì. Tra la caduta di Papandreou e il Golpe del 1967, si susseguirono i governi Athanasiadis-Novas (15 luglio - 20 agosto 1965), Tsirimokos (20 agosto - 17 settembre 1965), Stefanopoulos (17 settembre 1965 - 22 dicembre 1966), Paraskevopoulos (22 dicembre 1966 - 3 aprile 1967) e Kanellopoulos (3 aprile - 21 aprile 1967) .

### La dittatura

#### Ascesa del potere

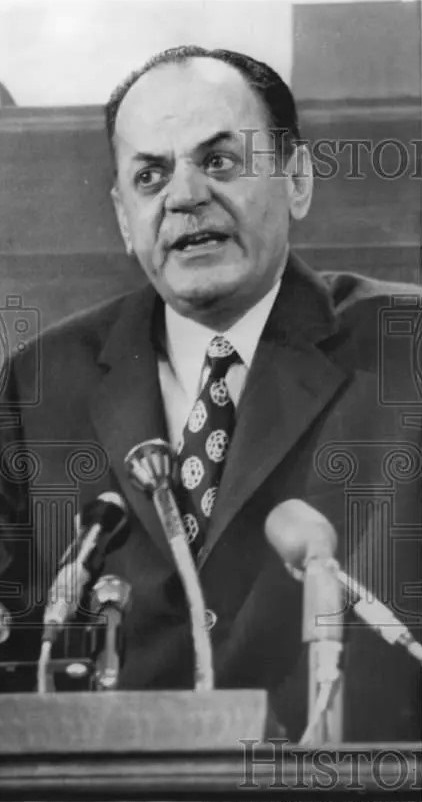
Il Colonnello Geōrgios Papadopoulos

Dopo due giorni dall'inizio dell''Operazione Prometeo, un piano che aveva lo scopo di instaurare un governo conservatore o militare in caso di una rivoluzione comunista, che venne ribattezzato lerax (falco) , Geōrgios Papadopoulos illustrava alla stampa e alle televisioni straniere la situazione: "Il Paese era caduto in una profonda crisi. Io cercavo una soluzione perché la politica era in un vicolo cieco. I greci per la loro storia non sono vicini al comunismo, perché il comunismo non ha nessuna cosa in comune con la tradizione cristiana che è sempre stata alla base dell’educazione dei greci. In questa situazione l’esercito nazionale e le forze armate del paese erano l’unica forza neutrale che poteva scendere in campo mentre i greci si stavano aspramente contrapponendo gli uni agli altri. Questa forza ha creduto opportuno intervenire sentendosi in dovere di fermare la corsa del Paese verso il precipizio  ."

Stemma del Regno di Grecia durante il periodo della Giunta.

Bandiera della Grecia 1970-1975.

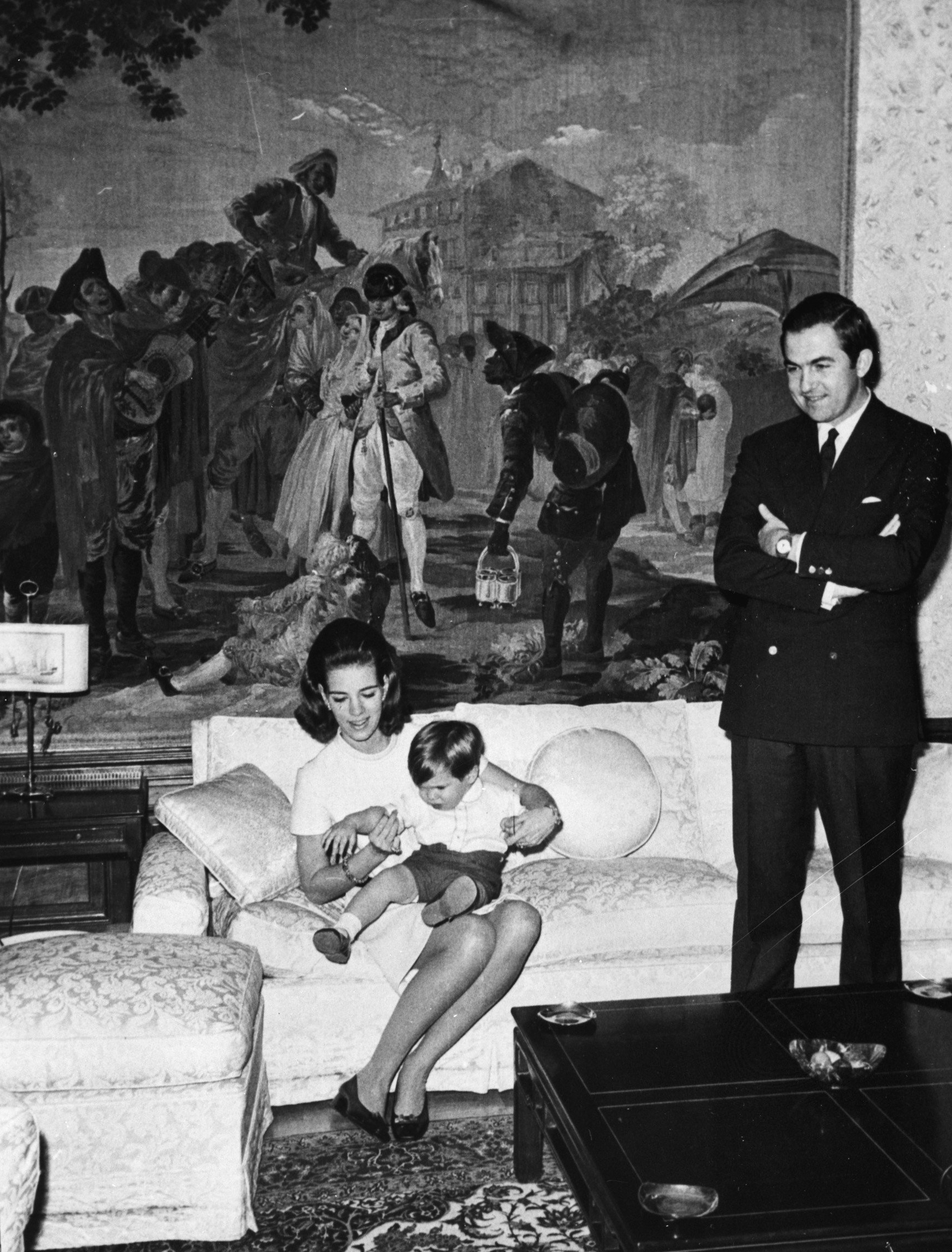
Costantino, la regina Anna Maria ed il principe Pavlos a Roma in esilio.

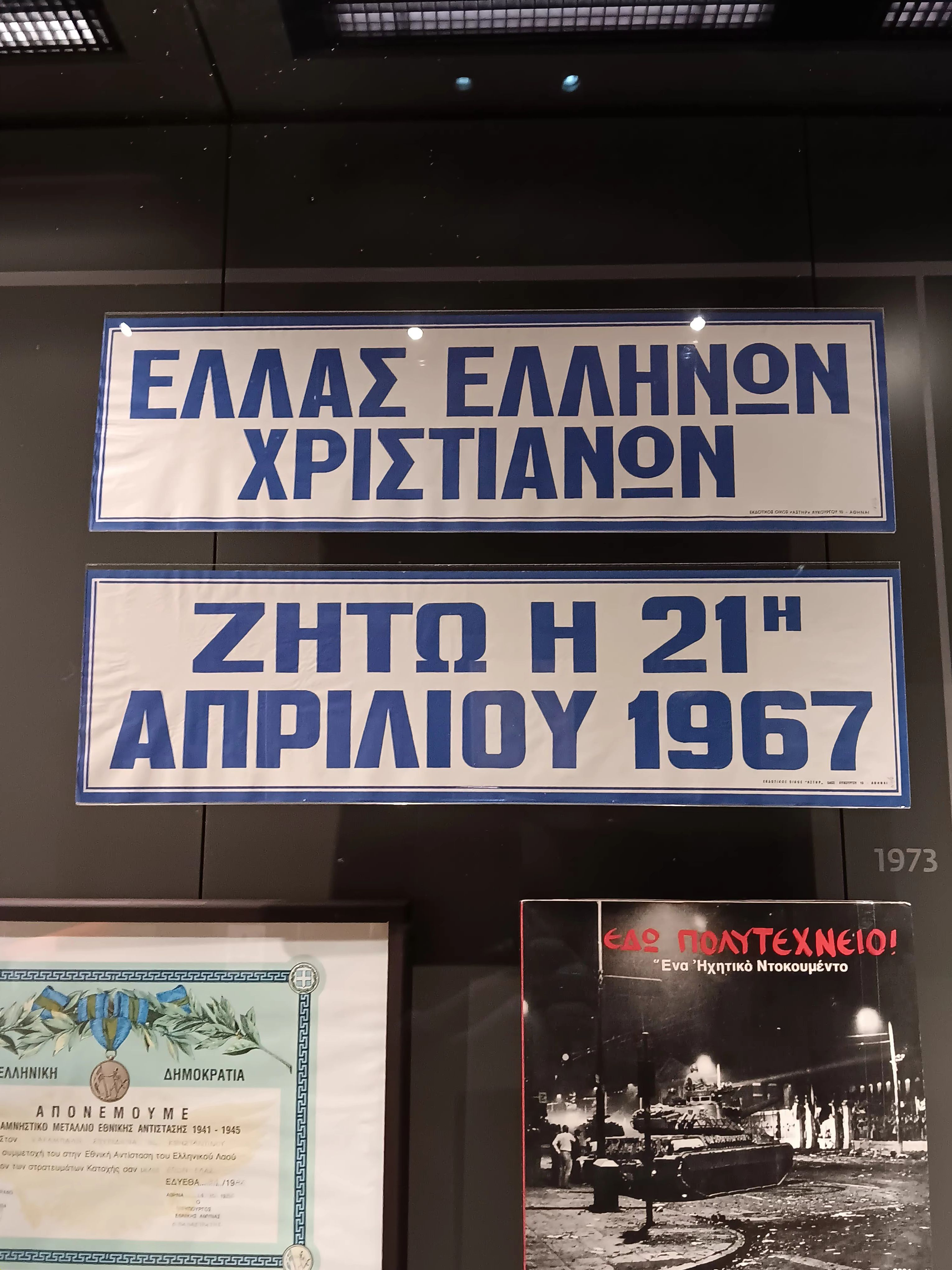
Slogan della Giunta militare.

Papadopoulos giustificò il colpo di stato in nome del pericolo comunista in un paese dove tale partito era fuorilegge, sostenendo che i comunisti minacciavano la società greca. Presentò la dittatura come una "rivoluzione nazionale" volta a salvare il paese dall'anarchia ed utilizzando una retorica patriottica, Papadopoulos affermò che il regime avrebbe riportato la Grecia alla stabilità difendendo i valori "elleno-cristiani". Secondo le illustrazioni dei Colonnelli, quasi il 90% della popolazione greca poteva essere definita comunista. Con la fine della guerra civile, in Grecia vennero varate alcune leggi speciali: come disse lo storico Liakos, imprigionato poi dalla Giunta militare nel 1969 , fino al 1967 in Grecia i diritti politici furono garantiti ma tuttavia una parte della popolazione ne era esclusa secondo leggi conosciute come para-costituzionali, che furono aggiunte come integrazione della Costituzione. È in questo modo che i cittadini considerati appartenenti alla Sinistra furono arrestati, esiliati e fu impedito loro il libero esercizio dei diritti politici. La popolazione esclusa dai diritti politici venne considerata come esclusa tout court dalla comunità nazionale .  La propaganda governativa impiegava spesso metafore mediche, raffigurando la Grecia come un paziente che necessitava di un drastico intervento chirurgico. I colonnelli si consideravano guardiani incaricati di riallineare la bussola morale della nazione. In pratica, questa ideologia giustificava una severa repressione: il dissenso politico era criminalizzato e l'autorità militare regnava suprema . In questo contesto l’esercito aveva molti poteri e controllava in modo stretto e rigoroso i confini, inoltre le forze armate avevano una stazione radiofonica attraverso la quale facevano azione di propaganda . Il sovrano, Costantino II di Grecia, progettò un contro-golpe per ripristinare la democrazia: il 13 dicembre 1967 il re volò nella Grecia settentrionale per radunare forze militari leali, tuttavia, la scarsa coordinazione, la confusione lealista e il controllo delle comunicazioni da parte della giunta ostacolarono il suo sforzo. Costantino II e la sua famiglia furono costretti all'esilio prima a Roma, poi in Danimarca ed infine a Londra, dove passeranno il resto del loro esilio. Durante il periodo dittatoriale fomentò l'anti-americanismo, poiché molti greci ritenevano che gli Stati Uniti avessero appoggiato i colonnelli. I funzionari americani diedero priorità probabilmente alla stabilità che alla democrazia, il che in seguito innescò un diffuso sentimento antiamericano tra i greci .

#### Abolizione dei diritti

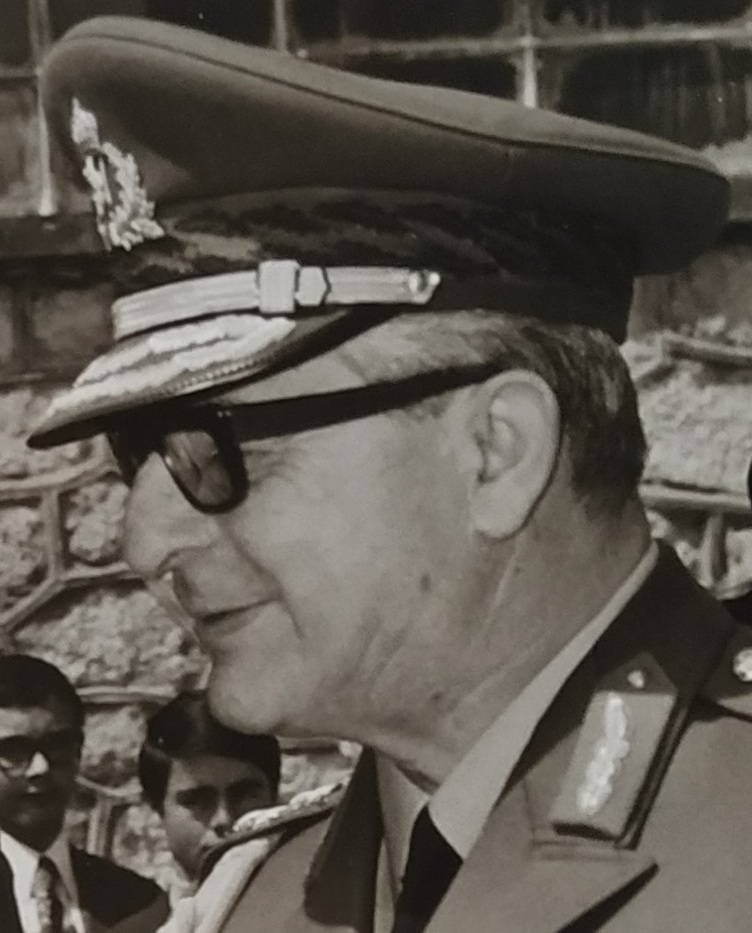
Generale Georgios Zoitakis Reggente di Grecia dal 1967 al 1972.

Dopo l'esilio della Casa reale e la caduta del Premier Kōnstantinos Kollias, il 13 dicembre 1967 Geōrgios Zōitakīs divenne Reggente di Grecia e Geōrgios Papadopoulos divenne il Capo del governo, così che entrambe le più alte cariche dello stato erano a tutti gli effetti in mano ai Colonnelli. Nel frattempo, le protezioni costituzionali vennero sospese sotto la legge marziale, che venne introdotta, dando ai funzionari della giunta un'autorità pressoché illimitata. Le organizzazioni internazionali, tra cui il Consiglio d'Europa, documentarono ampie violazioni dei diritti umani. La dittatura giustificò la repressione come necessaria per salvaguardare la sicurezza nazionale e combattere la sovversione. In Grecia veniva infatti a meno la libertà di parola e quella personale, inoltre i Colonnelli perseguitarono ogni genere di opposizione politica. Il dissenso non era accettato, perciò i più “fortunati” subirono l’esilio, mentre tanti altri finirono nelle carceri della polizia militare, dove veniva usata forza e tortura. I partiti politici vennero sciolti e vennero istituiti tribunali militari speciali. Molte migliaia di supposti comunisti e di oppositori politici vennero imprigionati o esiliati in remote isole dell'arcipelago greco .

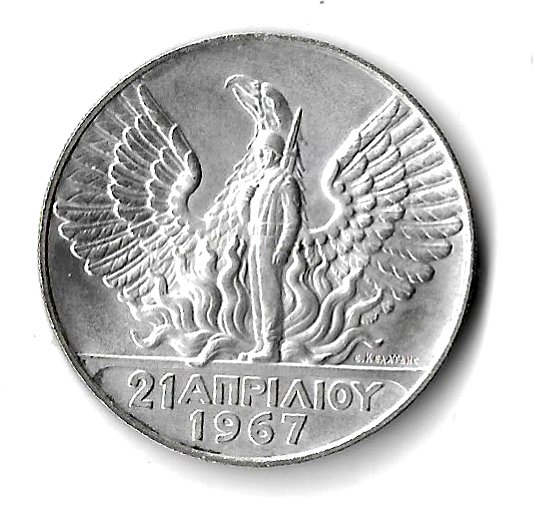
Dracma greca con l'effigie della Giunta militare dei colonnelli.

Durante il periodo in cui rimase al potere, la giunta militare soppresse le normali libertà civili. I partiti politici vennero sciolti e vennero istituiti tribunali militari speciali. Molte migliaia di supposti comunisti e di oppositori politici vennero imprigionati o esiliati in remote isole dell'arcipelago greco . Amnesty International inviò, segretamente, osservatori in Grecia e rilevò che la tortura era una pratica usata comunemente sia dalla polizia ordinaria che dalla polizia militare (un osservatore statunitense, membro di Amnesty, scrisse nel dicembre 1969 che un conteggio per difetto di coloro che erano stati sottoposti a torture assommava almeno a duemila individui). Nonostante la politica di repressione, in Grecia la reazione anti-regime era presente e condotta da organizzazioni clandestine di studenti ed intellettuali, tra i quali spicca il nome di Alexandros Panagulis, protagonista di Un uomo, famoso libro di Oriana Fallaci, giornalista e scrittrice italiana che fu la sua compagna di vita dal 1973 al 1976, testo che, insieme alla lunga intervista allora concessa alla stessa, lo rese celebre in tutto il mondo come simbolo della resistenza ai regimi autoritari. Panagulis, allora membro liberale della resistenza greca, ordì un attentato a danno di Papadopoulos, ma il piano fallì e lui stesso andò in prigione, dove subì atroci torture sia fisiche che mentali. L’opinione internazionale condannava la politica e la violenza della giunta, che già non godeva di chissà quale prestigio. La pressione politica e mediatica fece cambiare idea al regime, che scarcerò Alexandros Panagulis nel 1973, che però morirà tre anni dopo a seguito di un incidente stradale. Nei primi anni '70, Papadopoulos tentò un moderato allentamento della dittatura per placare i critici internazionali e gli oppositori nazionali: pose fine alla legge marziale in alcune aree e propose un "Consiglio consultivo" come passo verso il sistema costituzionale. Alcune restrizioni alla stampa si allentarono, consentendo una critica minima delle azioni del governo. Tuttavia, le strutture repressive fondamentali persistettero e i colonnelli mantennero ampi poteri di emergenza. Molti greci considerarono questi sforzi come inutili. Le tensioni sottostanti continuarono a covare, soprattutto tra studenti ed intellettuali. Nonostante le piccole libertà, il controllo di Papadopoulos sulle forze di sicurezza e sulla magistratura garantì che il quadro autoritario del regime rimanesse saldamente in atto. 

#### Riforme e caduta

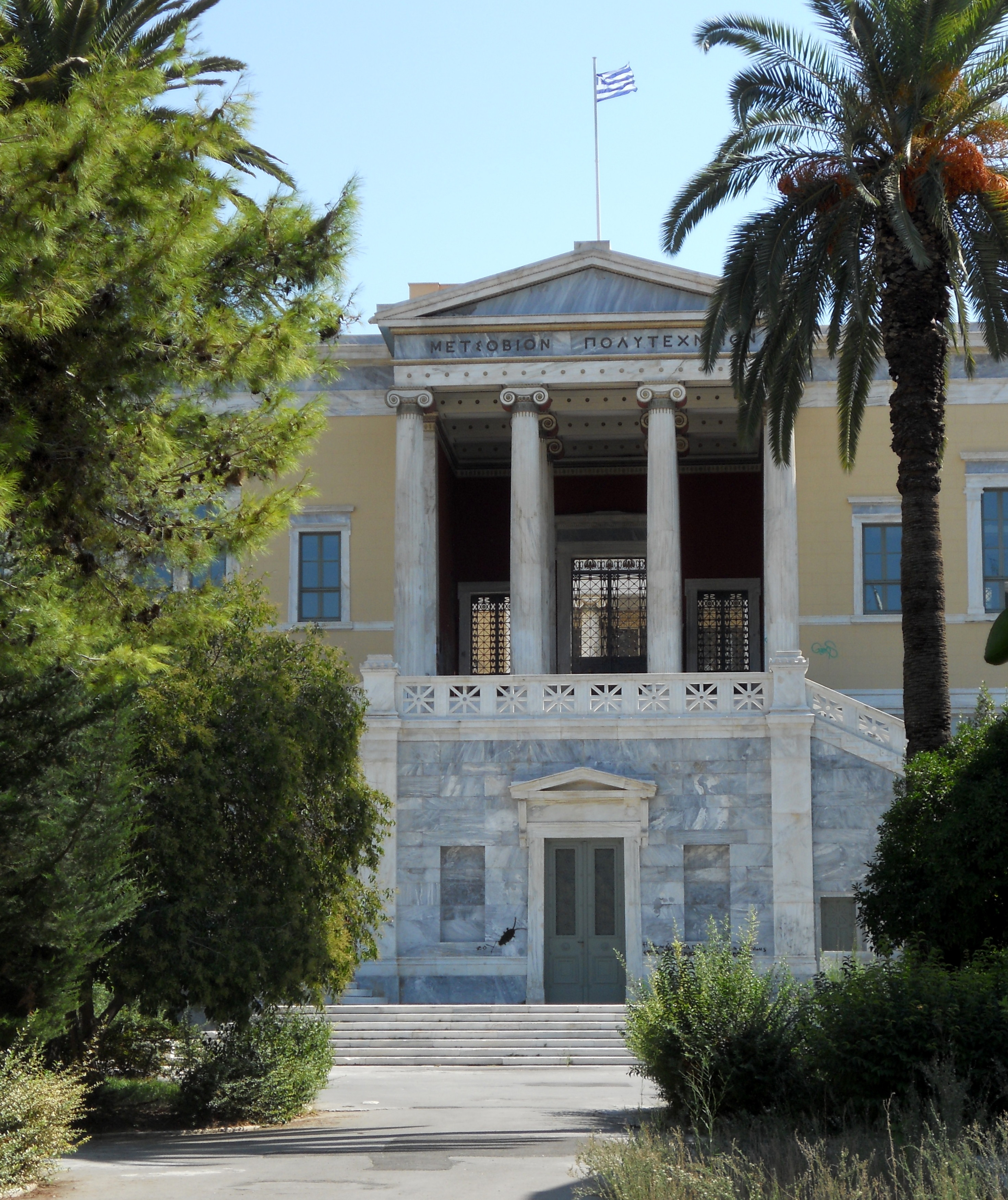
L'edificio del Politecnico di Atene.

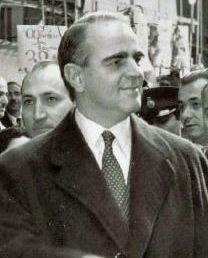
Kōnstantinos Karamanlīs.

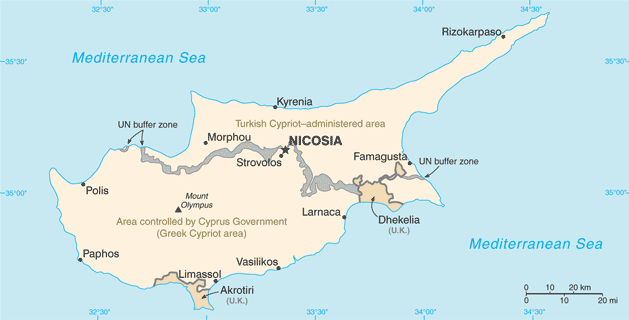
Mappa della divisione amministrativa dell'isola di Cipro.

Le nuove riforme portarono danno all'interno della Giunta poiché confusero e divisero gli ufficiali che fino ad allora avevano sostenuto Papadopoulos, che si alienò le simpatie dei più intransigenti e l’appoggio delle componenti filo-democratiche. L'attivismo studentesco prosperò nonostante le intimidazioni, l'esempio principale si ebbe nel novembre 1973 quando gli studenti del Politecnico di Atene occuparono il campus, trasmettendo slogan anti-giunta e chiedendo libertà fondamentali. Il movimento ottenne un ampio sostegno e la dittatura rispose con brutalità; poco prima dell'alba del 17 novembre, un carro armato sfondò i cancelli del Politecnico, causando morti e innumerevoli feriti. Quando l'esercito intervenne intimando agli studenti del Politecnico, asserragliati all'interno dell'Università, di arrendersi e cedere le armi, pare che questi abbiano risposto usando le stesse parole pronunciate dal re di Sparta Leonida contro i persiani alle Termopili: "Μολὼν λαβέ"  ("Venite a prenderle"). Questa risposta violenta distrusse ogni idea persistente di autentica liberalizzazione. La rivolta del Politecnico ateniese divenne un punto di raduno per la popolazione più ampia, evidenziando l'incapacità del regime di rispondere alle richieste di democrazia di base e intensificando le sue fratture interne. Sulla scia della repressione del Politecnico, Dimitrios Ioannidis, capo dell'ESA (polizia o gendarmeria militare greca), diede inizio a un colpo di stato contro Papadopoulos, il 25 novembre 1973. Etichettando le misure di liberalizzazione di quest'ultimo come tradimenti della "rivoluzione", Ioannidis prese il potere dietro le quinte, imponendo nuovamente la legge marziale ed cambiando sistematicamente i gesti moderati di Papadopoulos. Sebbene Faidōn Gkizikīs detenesse nominalmente la presidenza, Ioannidis dominava la politica. La sua amministrazione, ampiamente condannata per la sua crescente repressione, operava con ancora meno tolleranza per il dissenso. Come spesso fanno i dittatori per distogliere l’attenzione del popolo sulle problematiche interne, anche Iōannidīs giocò la carta della politica estera aggressiva. In particolare il Generale, facendo leva su un forte nazionalismo greco, appoggiò un golpe rivoluzionario a Cipro; nel luglio 1974, appoggiò un colpo di stato contro il presidente Makarios III, spingendo la Turchia ad invadere l'isola. Incapace di contrastare efficacemente, la giunta affrontò una condanna diffusa in patria e all'estero. Le forze armate greche, demoralizzate dal fiasco, si rivoltarono contro Ioannidis. I leader politici sfruttarono la crisi per chiedere il ripristino del governo civile. Sotto una forte pressione, i colonnelli cedettero l'autorità. Konstantinos Karamanlis, esiliato dagli anni '60, tornò per formare un nuovo governo il 24 luglio 1974. Ciò segnò la brusca fine del regime dei Colonnelli e l'inizio di Metapolitefsi . La monarchia greca era stata abolita il 1° giugno 1973, quando la giunta aveva scoperto di un golpe ordito da ufficiali della Marina greca filo-monarchici.

Stemma della Grecia democratica.

Stemma della Grecia della giunta.

Karamanlis ripristinò rapidamente le istituzioni parlamentari, portando a libere elezioni e a un referendum del 1974 che sancì la vittoria della repubblica sulla monarchia, che era stato abolita dagli stessi Colonnelli alla fine del 1973. Nacque così la moderna Grecia, Terza Repubblica Ellenica. I processi agli ex membri della giunta iniziarono nel 1975, riflettendo l'indignazione pubblica per anni di oppressione. Georgios Papadopoulos, Dimitrios Ioannidis e altre figure chiave affrontarono accuse di alto tradimento e violazioni dei diritti umani. Sebbene le condanne iniziali includessero la pena di morte, la maggior parte fu commutata in ergastolo. Nuove garanzie costituzionali rafforzarono le libertà civili e l'eventuale ingresso della Grecia nella Comunità economica europea inaugurò una più ampia integrazione con l'Europa occidentale .
Alcuni storici rifiutano l'idea di un regime solamente "repressivo", sostenendo che la giunta ebbe anche la volontà di riformare la Grecia in senso ben preciso. È possibile definire il regime anche come para-fascista, anche se non ebbe tutte le caratteristiche di questo tipo . Molti neofascisti guardavano con ammirazione la Grecia dei colonnelli. Secondo lo storico e sociologo greco Meletis Meletopoulos, la dittatura dei colonnelli cerca le sue radici nel nazionalismo e nella guerra civile, ma anche nel pensiero di uno degli ideologi del governo militare, Dimitris Tsakounas che teorizzava la sostituzione dei politici, ritenuti inetti, con i militari, proponendo una sorta di nasserismo di estrema destra . Questo, unito al capo carismatico (Papadoupoulos), si avvicina al militarismo mussoliniano, il concetto di "aristocrazia dei combattenti" del programma sansepolcrista; in Grecia il partito fascista come luogo dell'élite viene sostituito dall'Esercito, in cui i cittadini poveri sono invitati ad arruolarsi per avere in futuro un ruolo importante; a questo si aggiungono il carattere tradizionale e la fede in un passato mitizzato, cioè il culto di alcuni periodi della storia greca (le polis di Atene e Sparta, l'impero di Alessandro Magno, ecc.), analogo al culto di Roma antica del fascismo italiano, il ruralismo, il paternalismo, la demagogia con cui il Presidente si presentava come "un uomo del popolo", in somiglianza a quello che fece Mussolini durante la "battaglia del grano" . Anche l'eroe della resistenza greca Alexandros Panagulis definì "golpe fascista" la presa del potere dei colonnelli .

### Opposizione ai Colonnelli

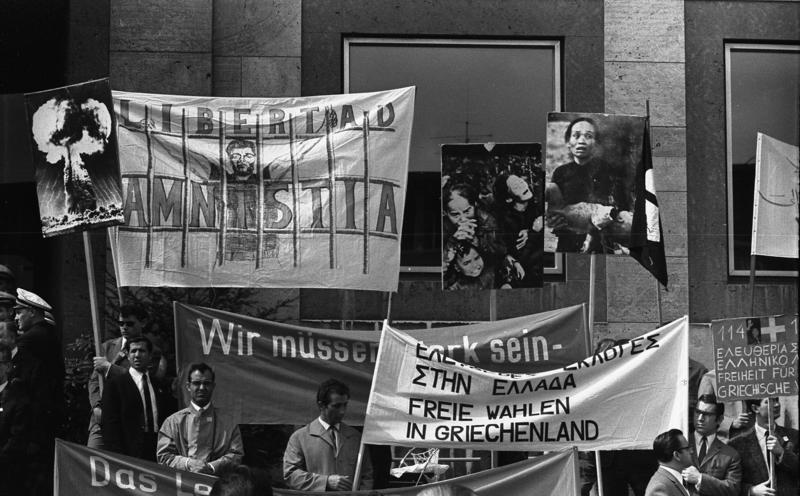
Manifestanti a Stoccarda contro la dittatura dei Colonnelli in Grecia.

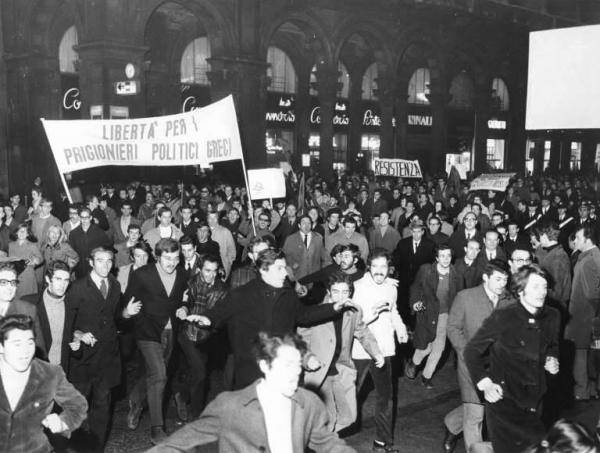
Manifestanti in Piazza Duomo a Milano per Alexandros Panagulis.

Alexandros Panagulis.

Con l'ascesa dei Colonnelli, incominciarono in Grecia a tenersi numerose manifestazioni contro il regime, come striscioni di protesta appesi nel centro di Atene o bombe esplose. Tuttavia, queste espressioni di resistenza alla giunta erano l'eccezione alla regola. Gli arresti di cittadini innocenti, solo per aver espresso opinioni contrarie al regime e alla mancanza di libertà, avevano terrorizzato la popolazione, inoltre gli arresti erano accompagnati da torture, corti marziali ed esilio. La polizia militare greca (ESA) e la sua unità speciale di interrogatorio (EAT-ESA) era i due organi che si occupavano dell'opposizione al regime militare. Durante questo periodo in cui tutto "era oscurato dalla minaccia e oppresso dalla schiavitù", nelle parole dell'Inno alla democrazia (l'inno nazionale greco), alcuni eventi spiccano. Nell'agosto del 1968 Alexandros Panagulis cercò di assassinare Papadopoulos con una bomba e solo la conseguente protesta internazionale ne impedì l'esecuzione, dopo che fu condannato a morte da giudici schiavi del regime. Pochi mesi dopo, nel novembre del 1968, ebbe luogo una delle prime forme di protesta di massa contro la giunta: i 500.000 ateniesi che parteciparono al funerale dell'ex primo ministro Geōrgios Papandreou urlarono slogan contro la giunta e cantarono l'inno nazionale e la tradizionale canzone rivoluzionaria cretese "Pote Tha Kanei Xasteria" (Quando tornerà sereno il cielo). Anche l'ammutinamento navale contro la giunta greca fu molto importante; decine di ufficiali della Marina greca progettarono di rovesciare la giunta con la forza delle armi già nel 1968. Altri si unirono alla cospirazione negli anni successivi. Il colpo di stato era stato pianificato per il 22 maggio 1973, ma fu rimandato a causa di timori ed esitazioni. La Giunta venne a conoscenza della cospirazione, furono effettuati molti arresti e le persone furono torturate dall'EAT-ESA. Il cacciatorpediniere HNS Velos seguì il piano alternativo originale in caso di fallimento e salpò per l'Italia. Questo incidente aumentò il numero di chiamate internazionali per una Grecia libera e democratica, ma sfortunatamente, queste non furono accompagnate da aiuti materiali . 

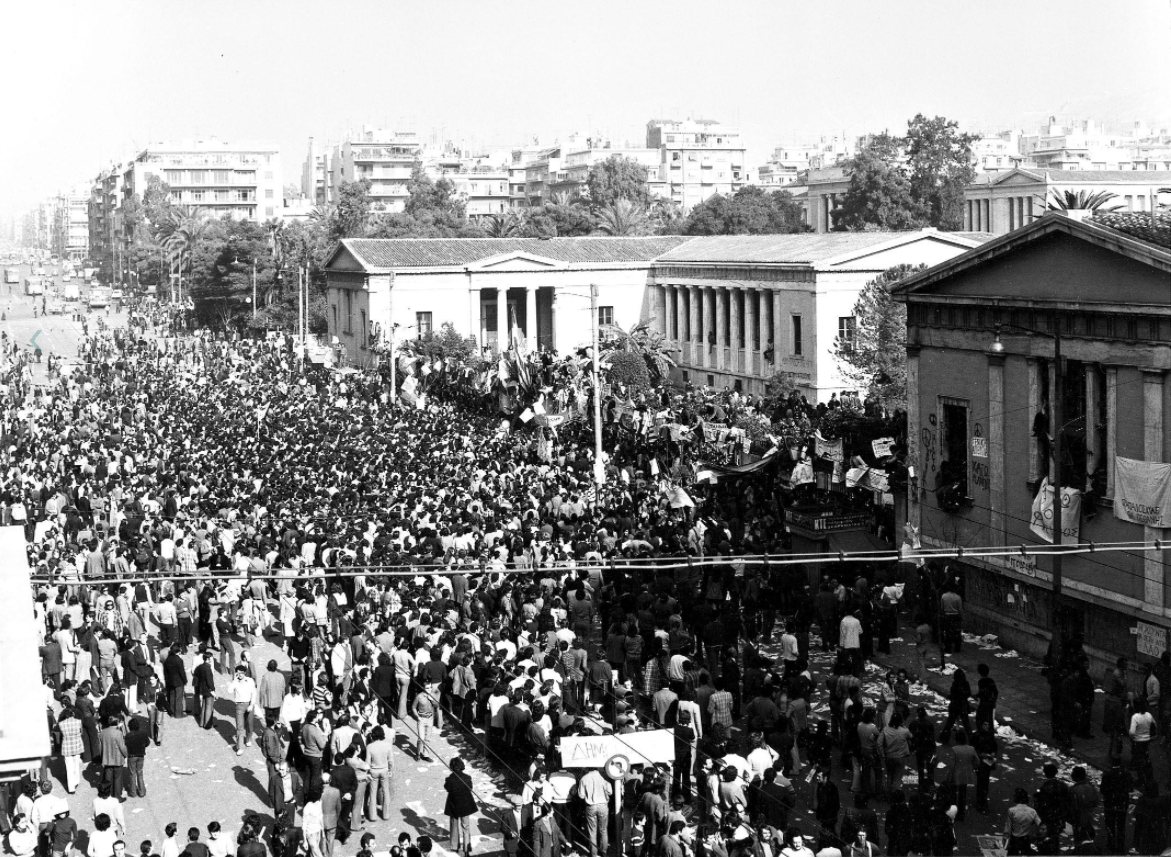
L'occupazione del Politecnico.

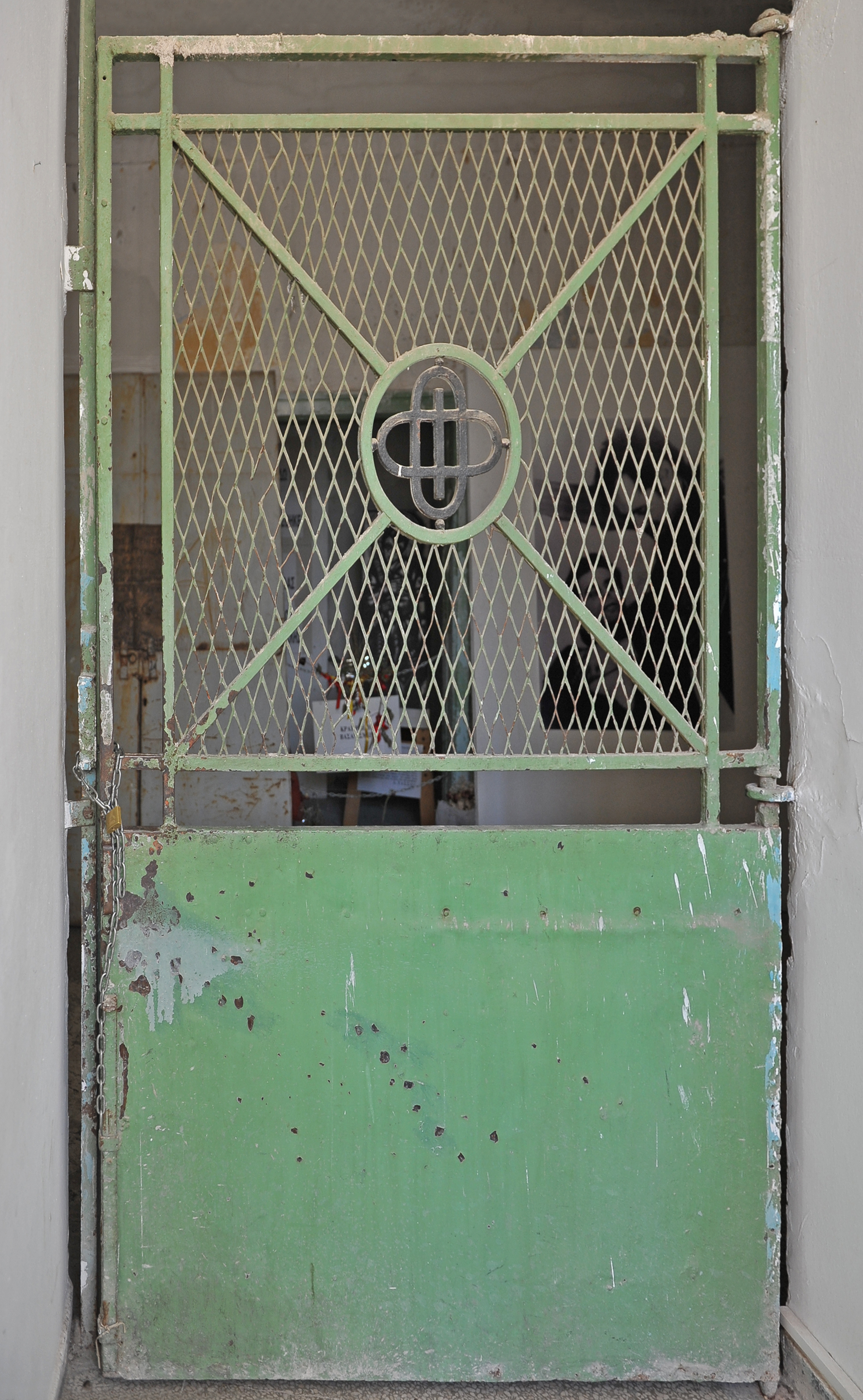
Una delle celle usate dal sistema repressivo della polizia del regime.

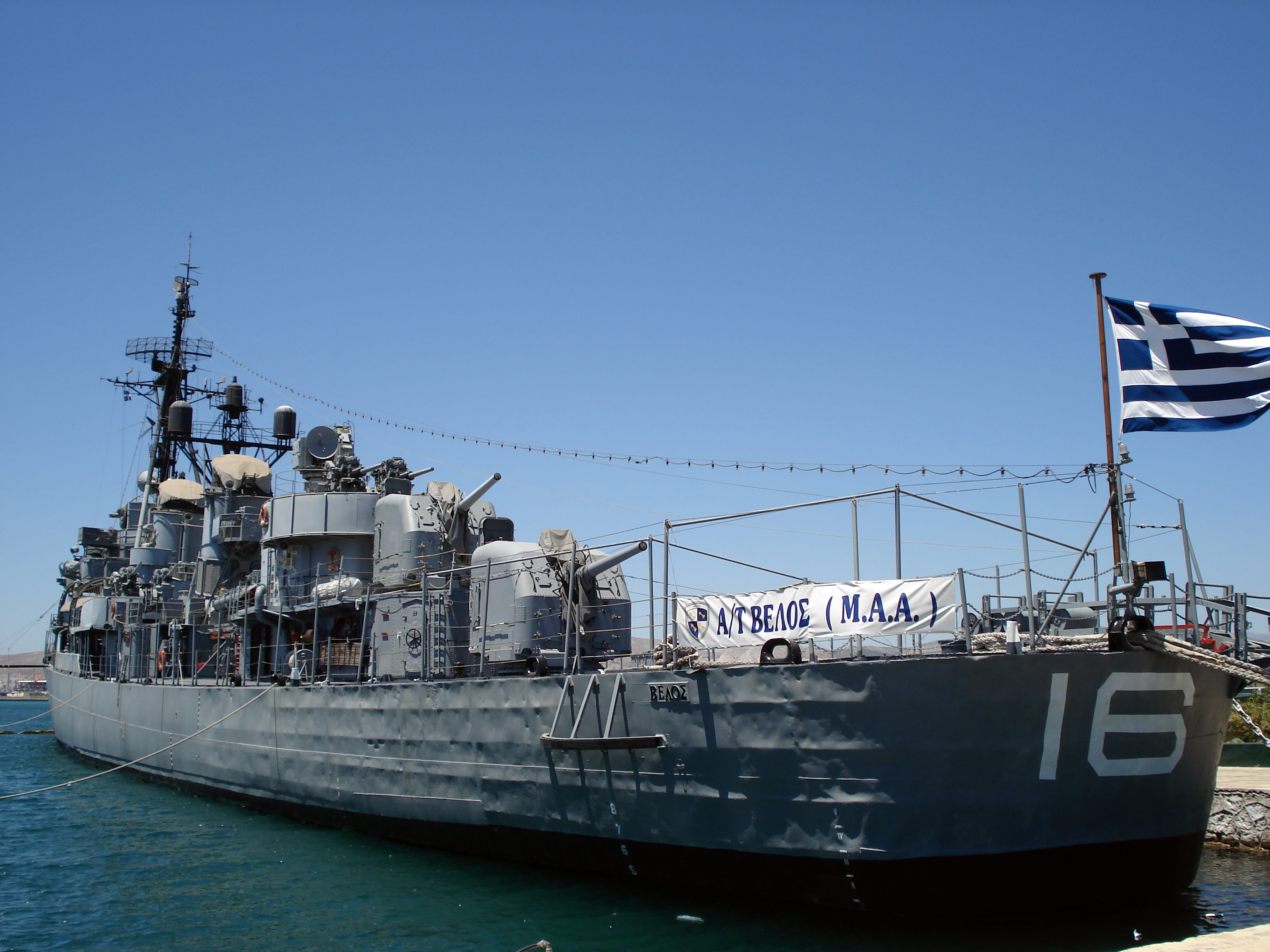
La nave Velos da su cui partì il colpo di stato degli ufficiali nel 1973.

L'oppressione, l'autarchia e la mancanza di democrazia e libertà portarono una larga parte della popolazione a credere che la situazione non potesse durare ancora a lungo e le manifestazioni contro la dittatura iniziarono a diffondersi dopo il 1971. La Giunta fece alcune mosse per "legittimare" il regime, con un tentativo di "democratizzazione" per prevenire gli eventi. A metà del 1973 ci fu un'amnistia generale per gli esiliati e i prigionieri politici e in ottobre Spyridōn Markezinīs fu nominato Primo Ministro. Nello stesso tempo, gli scioperi divennero più frequenti e la Giunta intervenne con le università in modo sempre più provocatorio. Sia questi interventi sia la “democratizzazione” non riuscirono a controllare le reazioni popolari e anzi peggiorarono la situazione. La lotta contro la dittatura aumentò, assumendo nuove forme. Gli studenti intrapresero un'azione dinamica nel 1973, in particolare quelli del Politecnico della capitale ellenica protestarono con astensione continua dalle lezioni e richieste di istruzione. Il tentativo del Senato di controllarli chiudendo il Politecnico portò a dimostrazioni presso la Facoltà di Giurisprudenza dell'Università Nazionale Capodistriana di Atene. Ci furono dimostrazioni anche a Salonicco e in altre città. Nel febbraio 1973 la Giunta pubblicò una legge con cui il Ministro della Difesa poteva sopprimere il rinvio del servizio militare degli studenti che partecipavano agli scioperi e diversi studenti furono chiamati alle armi. A metà febbraio ci furono i primi sit-in di prova presso la Facoltà di Giurisprudenza di Atene. Alla fine del mese, gli studenti furono arrestati per dimostrazioni anti-dittatura e per aver gridato slogan durante il funerale dell'attrice Katina Paxinou. A marzo la Facoltà di Giurisprudenza fu nuovamente occupata e, su richiesta del Senato, la polizia fece irruzione nell'edificio e arrestò molti studenti. Il 21 aprile, anniversario del colpo di stato, gli studenti manifestarono ad Atene con slogan contro il regime. A maggio ci fu l'ammutinamento navale che portò poi alla caduta ufficiale della monarchia. A giugno, gli scioperi di molti lavoratori esprimevano il clima generale di agitazione e resistenza all'oppressione. Gli scioperi raggiunsero il culmine in autunno. Nell'estate del 1973, l'opera teatrale "To Megalo Mas Tsirko" (Il nostro grande circo) di Iacovos Kambanelis fu messa in scena al Teatro Athinaion. Nikos Xylouris cantò e tra i partecipanti c'erano Stavros Xarchakos, Kostas Kazakos, Dionysis Papayiannopoulos ed Evgenios Spatharis. Kambanelis definì l'opera, una rappresentazione della storia greca dall'occupazione turca a oggi, "Un referendum per la democrazia" . 

Bandiera presidenziale con il simbolo della fenice (1973-1974).

All'inizio di novembre 1973, il servizio commemorativo per Geōrgios Papandreou si trasformò in una grande manifestazione contro la giunta, che fu interrotta con percosse e arresti. Il 14 novembre gli studenti del Politecnico organizzarono un sit-in. Slogan come "Pane, istruzione, libertà" (Ψωμί, Παιδεία, Ελευθερία), "La gente spezza le tue catene", "Fuori gli Stati Uniti" e "Abbasso la giunta" furono dipinti su striscioni e trasmessi dal trasmettitore radio amatoriale degli studenti. Migliaia di cittadini si radunarono fuori dal Politecnico e il dittatore George Papadopoulos ordinò ai carri armati di entrare ad Atene. Alle tre del mattino di sabato 17 novembre, un carro armato sfondò il cancello principale del Politecnico e soldati, polizia, polizia segreta e sostenitori armati del regime invasero i terreni. Migliaia di persone furono arrestate e torturate, ma il messaggio era chiaro: i giorni della giunta erano contati. La rivolta del Politecnico del 17 novembre 1973 fu il punto di svolta della dittatura del 1967.

## I Colonnelli

### Capi di Stato

#### Reggenti di Grecia
Dopo che il 13 dicembre 1967 re Costantino II lasciò la Grecia a seguito del fallito colpo di Stato, la giunta proclamò Reggente di Grecia il Generale Geōrgios Zōitakīs, che assunse così il ruolo di capo di stato del Regno di Grecia. Venne sostituito dal Colonnello Geōrgios Papadopoulos.
| Reggente | Reggente                                                           | Mandato          | Mandato        |
| Reggente | Reggente                                                           | Inizio           | Fine           |
| -------- | ------------------------------------------------------------------ | ---------------- | -------------- |
|          | Generale Geōrgios Zōitakīs Γεώργιος Ζωιτάκης (1910–1996)           | 13 dicembre 1967 | 21 marzo 1972  |
|          | Colonnello Geōrgios Papadopoulos Γεώργιος Παπαδόπουλος (1919–1999) | 21 marzo 1972    | 31 maggio 1973 |

#### Presidenti della Repubblica
Quando i Colonnelli scoprirono che alcuni ufficiali della Marina greca ordirono un colpo di stato filo-monarchico, nel maggio 1973, decisero di abolire ufficialmente la monarchia. Così con la proclamazione della Repubblica, il Colonnello Geōrgios Papadopoulos divenne il Presidente della Repubblica.
| Presidente | Presidente                                                         | Mandato          | Mandato          |
| Presidente | Presidente                                                         | Inizio           | Fine             |
| ---------- | ------------------------------------------------------------------ | ---------------- | ---------------- |
|            | Colonnello Geōrgios Papadopoulos Γεώργιος Παπαδόπουλος (1919–1999) | 1º giugno 1973   | 25 novembre 1973 |
|            | Generale Phaedon Gizikis Φαίδων Γκιζίκης (1917–1999)               | 25 novembre 1973 | 17 dicembre 1974 |

### Capi di Governo
| Primo ministro | Primo ministro                                                                             | Mandato          | Mandato          |
| Primo ministro | Primo ministro                                                                             | Inizio           | Fine             |
| -------------- | ------------------------------------------------------------------------------------------ | ---------------- | ---------------- |
|                | Procuratore generale Kōnstantinos Kollias Κωνσταντίνος Κόλλιας (1901 – 1998)               | 21 aprile 1967   | 13 dicembre 1967 |
|                | Colonnello Geōrgios Papadopoulos Γεώργιος Παπαδόπουλος (1919 – 1999)                       | 13 dicembre 1967 | 8 ottobre 1973   |
|                | Parlamentare Spyridōn Markezinīs Σπυρίδων Μαρκεζίνης (1909 – 2000)                         | 8 ottobre 1973   | 25 novembre 1973 |
|                | Ministro degli Interni Adamantios Androutsopoulos Αδαμάντιος Ανδρουτσόπουλος (1919 – 2000) | 25 novembre 1973 | 24 luglio 1974   |